# АВТМ-300
АВТМ-300 (AVibrás Tatical Missile) или МТЦ-300 (Míssil Tático de Cruzeiro) је бразилски проекат развоја крстареће ракете који развија компанија Авибрас, за ракетни систем Астрос 2020. Носи надимак Матадор ("убица") пројектован је као јефтинија замена за америчку ракету БГМ-109 Томахавк. Ракета је опремљена централним компијутером који комбинује рад са ласерским жироскопом, који је повезан са активним ГПС навигационим уређајем који непрекидно снабдева ракету информацијама за промену положаја и смера тј. врши корекцију круса током лета. Према неким наводима, требало би да буде израђена и поморска верзија под именом Х-300. Ракета располаже бојевом главом масе 200 kg високо-експлозивног пуњења или касетном бојевом главом која садржи 24 мине за напад на против пешадијске и против тенковске циљеве.

## Развој
Прва верзија ове ракете направљена је 1999. године, без обзира на то, званични развој започео је 2001. Године. На крају је оригинални пројекат доживео велике измене, укључујући склопива крилца кој могу да се увлачењем уклоне уз додатне композитне материјале. Ракете користе мотор на течно гориво приликом свог лансирања, и турбо млазни за време подзвучног крстарећег лета. Ракету покреће турбо млазни мотор домаће производње, Поларис ТЈ 1000, чији је развој започео Авибрас заснованом на технологији и по лиценци Полариса.
Бразилска војска је иницијални уговор о наруџбини 2012. Године инвестирајући 100 милиона долара у развојну фазу. Очекује се да ће прва испорука за бразилску војску бити извршена 2016 године, међутим, очекује се да ће све развојне фазе бити завршене до 2018. Године. Пробни лет са домаћим турбомлазним мотором се очекује средином 2013. Године.

## Корисници
- Бразил
  - Бразилска војска